# Segundo gobierno de Alan García
El segundo y último gobierno no consecutivo de Alan García en el Perú inició el 28 de julio de 2006 y culminó el 28 de julio de 2011, sucediendo a Alejandro Toledo y siendo sucedido por Ollanta Humala.
El eslogan de su gobierno fue "El Perú avanza"

## Período de transición
Alan García fue elegido en las elecciones generales del 2006 con un 52,62% en la segunda vuelta electoral y ganó al candidato nacionalista Ollanta Humala de Unión por el Perú.
El 20 de julio, García anunció que el ministro de Economía sería Luis Carranza Ugarte y el de Relaciones Exteriores, José Antonio García Belaúnde.

### Toma de mando
El viernes 28 de julio de 2006 se realizó la ceremonia de transmisión de mando.
A la ceremonia, acudieron los presidentes Luiz Inácio Lula da Silva de Brasil, Evo Morales de Bolivia, Michelle Bachelet de Chile, Álvaro Uribe Vélez de Colombia, Alfredo Palacio González de Ecuador, Elías Antonio Saca González de El Salvador, Martín Torrijos Espino de Panamá, Nicanor Duarte Frutos de Paraguay; además del Rey de España: Juan Carlos de Borbón, el presidente del senado de Argelia, Abdelkader Bensalah; el ministro de Cultura de China, Jian Zheng Sung; el vice primer ministro y ministro de Relaciones Exteriores de Luxemburgo, Jean Asselborm y el secretario de Estado de Polonia, Andrzeg Krawczyk. Representando a otros países, viajaron representantes de Argentina, Uruguay, Estados Unidos, Rusia, China, Luxemburgo, México, Argelia, Japón y demás delegaciones oficiales.

## Aspecto político

### Gabinete Del Castillo
El 28 de julio de 2006, Jorge del Castillo juró como presidente del Consejo de Ministros.

#### Creación del Ministerio de Ambiente
La creación de este Ministerio cuenta con antecedentes ligados a los conflictos sociales que causaban la extracción de recursos naturales en el país llevó a que en el 2006, aun en el mandato de Alejandro Toledo, el entonces Defensor Adjunto para Medio Ambiente y Servicios Públicos, Carlos Alza Barco, publique el Informe Defensorial Nº103 titulado El Proyecto Camisea y sus efectos en los derechos de las personas, el que mostraba las consecuencias de la implementación del proyecto para las comunidades, la pérdidas de vidas humanas y la migración de animales importantes para la comunidad. Con el cambio de gobierno, el Congreso de la República solicita a la Defensoría del Pueblo un informe extraordinario respecto a los conflictos socioambientales, el documento data de 30 conflictos: 23 conflictos mineros y 3 conflictos por hidrocarburos; desde la presentación del informe, se vio necesario la reforma ambiental peruana incluso cuando el presidente García había manifestado su oposición. Para diciembre de 2007, el Banco Interamericano de Desarrollo aprobó el crédito al Proyecto Camisea 2 por un monto de 4000 millones de dólares y al día siguiente, Alan García anunció la futura creación del Ministerio del Ambiente, debido a las demandas del BID y Banco Mundial a los gobiernos  para contar con autoridades autónomas ambientales para fiscalizar los proyectos y garantizar apropiadas condiciones ambientales y sociales. La comisión encargada de la creación fue presidida por el ambientalista Antonio Brack Egg; el 14 de mayo de 2008 se hace oficial la creación mediante la publicación en el diario El Peruano.

#### Escándalo Petroaudios
El 5 de octubre de 2008, el periodista Fernando Rospigliosi presentó en el programa televisivo peruano Cuarto Poder una serie de audios denunciando "actos de corrupción en el seno del Estado". Los audios trataban de irregularidades en el proceso de selección para la asignar lotes con el objetivo de explorar y explotar hidrocarburos. La denuncia pública iba dirigida a las empresas Petroperú, Discover Petroleum International S.A. (empresa Noruega) , y altos funcionarios públicos que ejercieron su poder y cargo político para brindar 5 de los 22 lotes a las empresas ya mencionadas.
En los audios expuestos, se escucha al vocero de la Discover Petroleum International S.A., Rafael Fortunato Canaán Fernández, solicitando la intervención del exministro aprista Rómulo León en el proceso de licitación a favor de los intereses de la empresa; quien acude a Alberto Quimper, vicepresidente de Petroperú para realizar coordinaciones con respecto a lo solicitado

En el primer audio que data del primero de febrero de 2008 se puede escuchar a un supuesto Fortunato Canaán y a Rómulo León Alegría. Este último le afirma a Canaán que la empresa Discover Petroleum International ha conseguido 5 lotes gracias a su intervención con Alberto Quimper.
“Él [Alberto Quimper] me ha dado su palabra que como vicepresidente de Perú Petro, él nos consigue los lotes” - Rómulo León Alegría
El segundo audio presentado es de mayo de 2008 y se da entre Rómulo León y Alberto Quimper. En este se compromete a Arias Schreiber, representante de la empresa noruega como el presentador del proyecto de alianza y a Juan Valdivia Romero, el entonces ministro de Energía y Minas, como un involucrado en la corrupción de la licitación.
En el tercer audio de 11 de junio, Rómulo León y Quimper discuten sobre Discover Petroleum International y sus ganancias una vez que los contratos sean presentados en el Congreso.

En el cuarto y último audio, que se dio el 11 de septiembre, un día después de aprobarse los contratos y ser presentados públicamente, ambos discuten nuevamente sobre sus ganancias en la empresa y su desconfianza en Arias Schreiber.
“Hemos hecho un equipo de la gran puta hermano. Hemos jugado en todos los terrenos y la cosa salió cojonuda hermano. Ahora hay que cobrarles el honorario del éxito” - Alberto Quimper
Años después, Rómulo León y Alberto Quimper comparecieron en prisión por tres años acusados de tráfico de influencias, patrocinio ilegal y cohecho. Se realizó una investigación que llevó a una serie de denuncias judiciales cuyo juicio comenzó seis años después, en mayo de 2014. El caso “Business Track”, en el que se consideró a los audios obtenidos de manera ilícita como evidencia no procedente por un juzgado, sentó las bases para que los audios presentados en el caso de “Petroaudios” no sean considerados como evidencia válida. A raíz de ello, las denuncias del caso fueron consideradas infundadas y sin suficientes pruebas; por lo que sus principales involucrados se encuentran actualmente en libertad.

##### Crisis ministerial
Tras el escándalo petrolero, en octubre de 2008, el gabinete ministerial presidido por Jorge del Castillo presentan su renuncia al presidente García. Esta acción se dio debido a que no pudieron responder las preguntas, en torno al caso Discover, dadas por los parlamentarios. Aun así, debido a la poca fuerza de la oposición en el Congreso de la República no lograron abrir un proceso de investigación a ninguno de los tres ministros involucrados: Jorge del Castillo, Juan Valdivia Romero y Hernán Garrido Lecca.

### Gabinete Simon
Luego de la renuncia de Del Castillo, Yehude Simon juró como Presidente del Consejo de Ministros el 14 de octubre de 2008. Junto a Simon, juraron seis nuevos ministros: Remigio Hernani Meloni (Interior), Óscar Ugarte (Salud), Carlos Leyton Muñoz (Agricultura), Elena Conterno (Producción), Pedro Sánchez Gamarra (Energía y Minas), Carmen Vildoso (Mujer y Desarrollo Social)

#### Plan Nacional de Lucha contra la Corrupción
Luego del escándalo de los Petroaudios, se crea el Plan Nacional de Lucha contra la Corrupción. El cual se elaboró sobre la base de las propuestas del Grupo de Trabajo constituido al amparo de lo establecido por el Decreto Supremo No 004-2006-JUS y que contó con la participación de diversas instituciones públicas y privadas, representantes de la sociedad civil, colegios profesionales y empresarios. El referido Plan fue presentado ante el Acuerdo Nacional, el cual reafirmó su compromiso de luchar contra la corrupción. Fue publicado en la página web de la Presidencia del Consejo de Ministros para recibir comentarios, aportes y opiniones en un plazo de quince días. En ese lapso, la ciudadanía y las instituciones públicas y privadas presentaron sus opiniones y aportes. Del total de 32 comentarios recibidos, 22 fueron aportes de ciudadanos y 10 de organismos públicos, organizaciones de la sociedad civil, empresarial, políticas y de la cooperación técnica internacional.
Como objetivos tenía:
- Fortalecer la lucha contra la corrupción en las licitaciones, las adquisiciones y la fijación de los precios referenciales, eliminando los cobros ilegales y excesivos.
- Garantizar la transparencia y la rendición de cuentas.
- Promover, a través de sus acciones y comunicaciones, la Ética Pública.
- Fomentar la participación ciudadana en la vigilancia y control de la gestión pública”.
- Se establece, además, que la supervisión del cumplimiento de estas políticas corresponde a la Presidencia del Consejo de Ministros.

#### "Baguazo" y crisis ministerial
El 5 de junio de 2009, la ministra del Interior, Mercedes Cabanillas, ordenó que la policía recuperara las carreteras tomadas por los indígenas amazónicos que las habían bloqueado en la cercanías de Bagua. En la operación policial fallecieron 10 civiles y 24 policías. 
El día 25 de junio de 2009, el Congreso interpeló al premier Yehude Simon y a la ministra Mercedes Cabanillas; luego se presentó una moción de censura contra ambos, la cual no prosperó. El 8 de julio, Alan García anunció cambios en el gabinete y el 11 de julio Javier Velásquez Quesquén fue nombrado Premier.

### Gabinete Velásquez
El 11 de julio juró Javier Velásquez Quesquén como nuevo Presidente del Consejo de Ministros, junto a él, juraron nuevos ministros: Rafael Rey (Defensa), Octavio Salazar (Interior), Aurelio Pastor (Justicia), Adolfo de Córdoba Vélez (Agricultura), Manuela García Cochagne (Trabajo y Promoción del Empleo) y Martín Pérez Monteverde (Comercio Exterior y Turismo). La ministra Mercedes Aráoz pasó de Comercio Exterior y Turismo a la cartera de Producción.

#### Creación del Ministerio de Cultura
La propuesta legislativa crea un nuevo aparato estatal encargado de fomentar la cultura en todos los espacios para crear un comportamiento que cuide el patrimonio peruano. La creación se debe a la búsqueda de una entidad que una las diversas culturas peruanas. El ministerio gestiona el Archivo Nacional del país, del Sistema Nacional de Bibliotecas y del Sistema Nacional de Museos y El Gran Teatro Nacional. La creación tiene lugar, el 21 de julio de 2010 mediante Ley N.º 29565, suscrita por el presidente de la República, Alan García; y a partir del 1 de octubre de 2010, la estructura orgánica del Instituto Nacional de la Cultura pasó a convertirse en la estructura del nuevo Ministerio de Cultura, de acuerdo a lo establecido en el Decreto Supremo N.º 001-2010-MC.
“Si hay un país que tiene no sólo el derecho si no la obligación de tener un Ministerio de Cultura es el Perú”.
Alan García

### Gabinete Chang
El 14 de septiembre deL 2010, José Antonio Chang juró el cargo de presidente del Consejo de Ministros; en la misma ceremonia, juraron nuevos ministros: Jaime Thorne León (Defensa), Ismael Benavides Ferreyros (Economía y Finanzas), Fernando Barrios Ipenza (Interior), Rosario Fernández Figueroa (Justicia), Rafael Quevedo Flores (Agricultura), Jorge Villasante Araníbar (Producción) Eduardo Ferreyros Küppers (Comercio Exterior y Turismo) y Virginia Borra Toledo (Mujer y Desarrollo Social).

## Aspecto económico

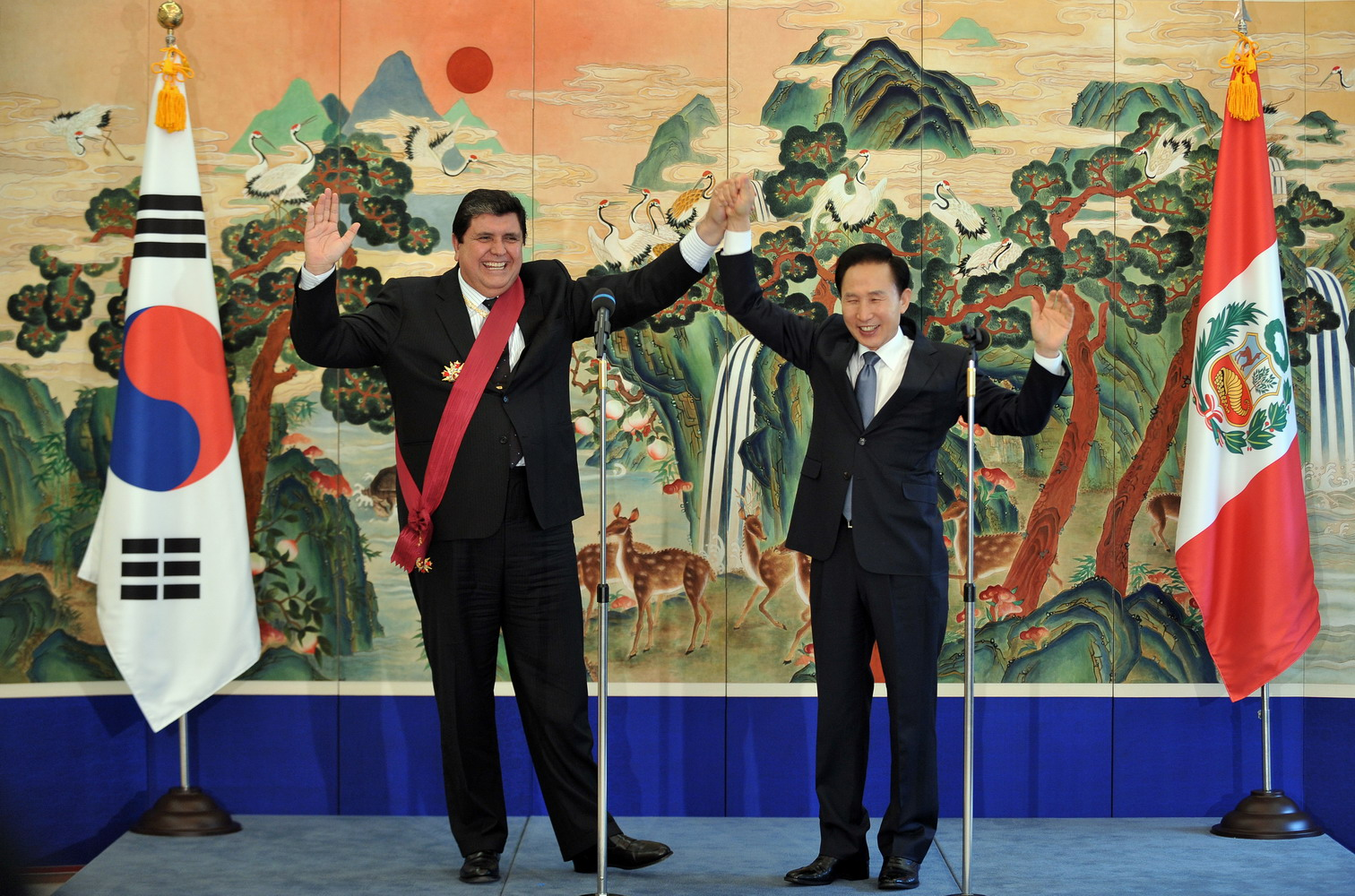
Alan García y Lee Myung-bak en 2009.

Este segundo gobierno de García se caracterizó por su marcado interés en favorecer la inversión extranjera, por el deseo de acelerar la integración del Perú con los grandes mercados mundiales y de alentar al empresariado a inyectar sus capitales en el país. En ese sentido, siguió los lineamientos de la política económica trazada desde 1990, es decir, tras el fin de su primer gobierno. 

#### Crecimiento económico
El crecimiento del Producto Bruto Interno (PBI) en el 2006 fue de casi el 8% y para los dos años siguientes, bordeó el 9%; por efectos de la crisis mundial, en 2009 se creció en 1,12% y en 2010 se elevó a 8,78%. En promedio, el PBI creció durante los cinco años en 7,2%, a pesar de la proyección inicial de 5,3%. Indudablemente, los precios internacionales de los metales fueron los principales responsables de ese crecimiento. El gobierno dejó unas reservas internacionales netas por 47.059 millones de dólares, según el Banco Central de Reserva (BCR). Gracias a un apropiado manejo de la economía, el Perú superó sin sobresaltos la recesión mundial, que en cambio golpeó a las principales potencias económicas como Estados Unidos y China.

#### Tratados de Libre Comercio
Continuó con la política de firma de tratados de libre comercio (TLC) iniciada por su predecesor. Finiquitó el Tratado de Libre Comercio con Estados Unidos, a los que siguieron los realizados con Chile, China, Canadá, Singapur, la EFTA (Suiza, Liechtenstein, Islandia y Noruega), Tailandia, Corea del Sur, México y la Unión Europea. Parte de la bonanza en las exportaciones peruanas se debió al contexto creado por esta política, que abrió amplios y nuevos mercados.

## Infraestructura
Durante su gobierno, se inauguraron y/o construyeron las siguientes obras pública:
- Nueva sede del Ministerio de Educación (MINEDU)[9]
- Línea 1 del Metro de Lima y Callao[10]
- Nueva sede del Hospital del Niño[11]
- Remodelación del Estadio Nacional[12]
- Último tramo de la Carretera Interoceánica[13]
- Gran Teatro Nacional[14]

## Aspecto social

#### Educación

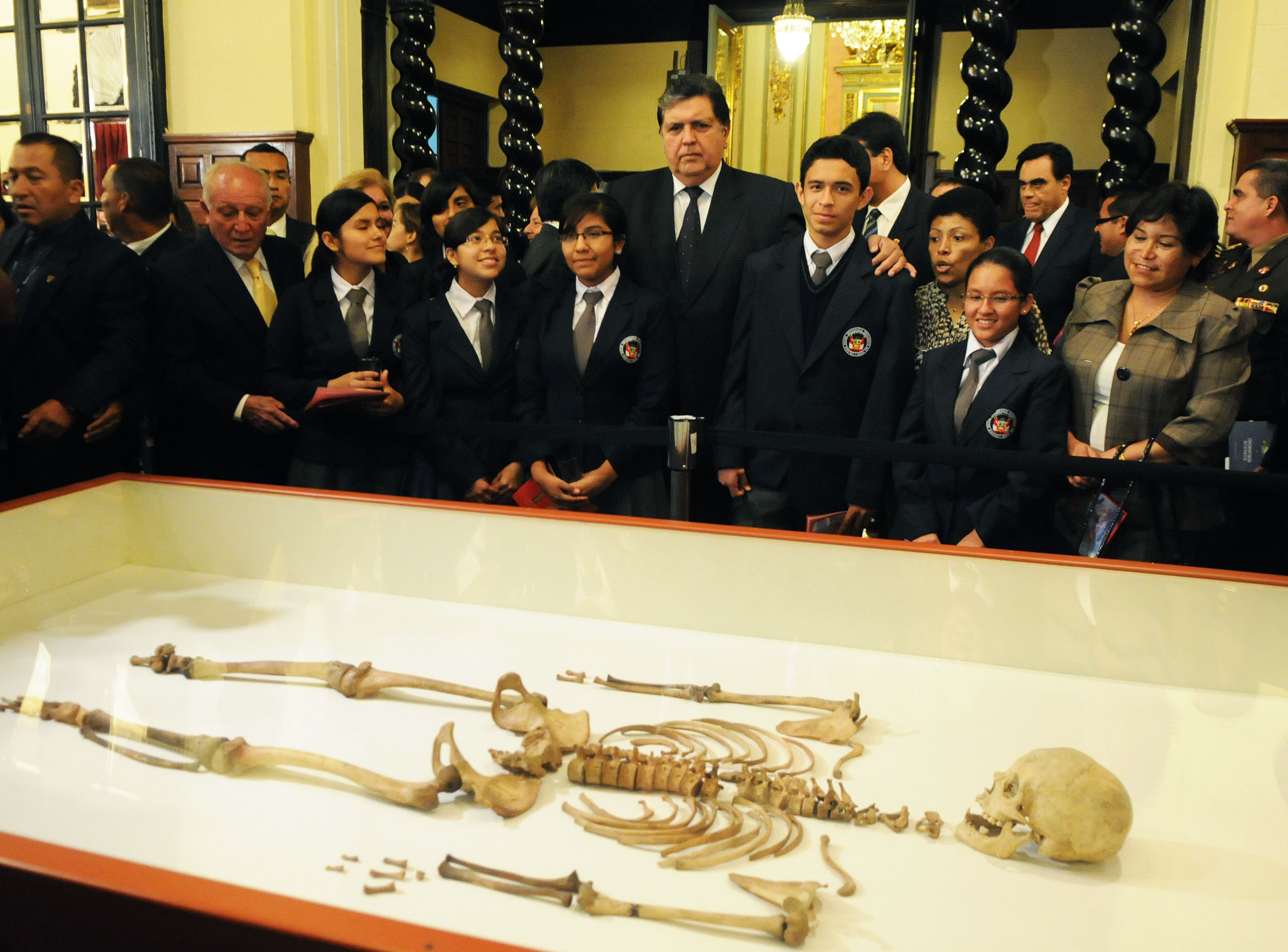
Alan García, acompañado de un grupo de escolares, observa un esqueleto inca.

Mediante el decreto de urgencia N.º 004-2009 dado el 9 de enero de 2009 se creó el Programa Nacional de Recuperación de las Instituciones Públicas Educativas Emblemáticas y Centenarias, con el fin de modernizar y reforzar la infraestructura de 20 colegios en Lima y Callao, y otros 21 en el resto del país. Su objetivo era alcanzar, en las escuelas y colegios estatales, una educación de excelencia con igualdad de oportunidades para todos. Sin embargo, se cuestionó el hecho de que, al término del gobierno, muchas de las obras estuvieran inconclusas. Además creó el Primer Colegio para alumnos sobresalientes de colegios públicos, el primer local está ubicado en el este de Lima.
Además, promulgó la Ley de la Carrera Pública Magisterial, que promueve la meritocracia, pero que ha sido cuestionada desde varios sectores del profesorado.

#### Conflictos sociales
El gobierno de García, como su predecesor en el cargo (Toledo), enfrentó protestas sociales en distintas regiones, principalmente contra proyectos mineros. Según la organización Asociación Paz y Esperanza de Ayacucho, se optó por compensaciones económicas en detrimento de la búsqueda de justicia para las víctimas de violaciones a los derechos humanos. Los disturbios más destacados incluyeron el «Moqueguazo» (2008), el «Baguazo» (2009), las protestas en Espinar contra el proyecto Majes Siguas II, las demandas de la comunidad de La Convención en Cusco por los beneficios del gas de Camisea y la prolongada huelga en Islay contra el proyecto Tía María. Otras protestas se produjeron en Puno, Huancavelica y Junín, culminando en las últimas etapas del gobierno y poniendo en riesgo la segunda vuelta de las elecciones generales de 2011.
El episodio más sangriento fue evidentemente el llamado Baguazo. El 5 de junio de 2009, la ministra del Interior Mercedes Cabanillas ordenó que la policía recuperara las carreteras tomadas por los indígenas amazónicos que las habían bloqueado en la región de Bagua. Los indígenas se manifestaron contra los decretos especiales que habían sido decretados por el Poder Ejecutivo, que regulaban la explotación de las tierras eriazas para la explotación de recursos naturales no renovables y renovables. En el intento de desbloquear fallecieron 10 civiles y 24 policías. Según algunos testigos, los cuerpos de los indígenas asesinados fueron arrojados a los ríos. Además, una parte importante de los policías enviados habrían sido ejecutados por un grupo de indígenas, estando los policías desarmados. Estos hechos no pudieron ser confirmados ni por la Defensoría del Pueblo ni por la Misión especial enviada por la ONU. Tras ello el congreso interpeló al premier Yehude Simon y a la ministra Mercedes Cabanillas; luego se presentó una moción de censura contra ambos, la cual no prosperó. El 8 de julio, Alan García anunció cambios en el gabinete y el 11 de julio Javier Velásquez Quesquén fue nombrado Premier.
La Unidad de Gestión de Conflictos Sociales de la PCM:
El segundo gobierno de Alan García, estuvo marcado por los conflictos sociales, en su mayoría los anti-mineros e impactos socioambientales; muchos de ellos lograron solucionarse a corto plazo por las medidas tomadas por Consejo de Ministros. Por tal motivo, el entonces ministro Javier Velásquez Quesquén, anunció la creación de la Oficina de Gestión de Conflictos bajo el poder de la Presidencia del Consejo de Ministros;  la misión de esta oficina es dirigir el proceso de gestión de conflictos sociales en todos los niveles de gobierno y en el ámbito del territorio nacional, así como de evaluar los resultados de dicha gestión de conflictos sociales. Cuenta con estas funciones:
- Diseñar, formular y proponer lineamientos y estrategias para realizar acciones de prevención, gestión y resolución de conflictos sociales en los tres niveles de gobierno.

- Diseñar, implementar y conducir los mecanismos de gestión de información para los conflictos sociales, a nivel nacional.

- Diseñar e implementar programas de fortalecimiento de capacidades en materias de prevención, gestión y resolución de conflictos sociales, dirigido a los Gobiernos Regionales, Gobiernos Locales y Sectores del Poder Ejecutivo, coordinando con las áreas competentes para su implementación.

- Propiciar la participación de instancias de concertación de la sociedad civil para la gestión de conflictos sociales.

- Establecer una red de comunicación conformada por líderes de opinión regionales y locales comprometidos con la gobernabilidad democrática.

- Realizar investigaciones y estudios específicos que apoye las mejores decisiones en prevención y gestión de conflictos sociales.

- Asesorar a la Alta Dirección en temas de mediación y concertación, así como recomendar los supuestos y formas de intervención de la Presidencia del Consejo de Ministros.

- Diseñar y proponer mecanismos de coordinación y articulación con las Entidades Públicas, en todos los niveles de Gobierno, así como con los actores de la sociedad civil que se requieran, a efectos de prevenir o resolver conflictos sociales.

- Otras funciones que le sean encomendadas por el presidente del Consejo de Ministros.

#### Caso Fujimori
El 6 de noviembre de 2005, Alberto Fujimori viajó a Chile, donde al día siguiente fue capturado por las autoridades de aquel país. El 11 de noviembre del mismo año, aplicaron un proceso de extradición en su contra. El fallo de fecha 21 de septiembre de 2007 la corte suprema de Chile aprobó la petición del poder judicial en el Perú para extraditarlo, teniendo así aspectos positivos como negativos. El fallo ratifica y confirma la aplicación plena en el orden interno de una serie de principios de derecho internacional penal; de igual manera, éste confirma la aplicación plena en el orden interno de una serie de principios cardinales en una materia de derecho internacional. Los órganos jurisdiccionales dejaron pasar una gran oportunidad para poder desarrollar ciertos principios fundamentales del derecho internacional penal y su plena vigencia en el derecho interno.  jefe de Estado acusado de cometer crímenes de lesa humanidad. En abril de 2009, luego de 16 meses y 161 audiencias, la sala penal de la corte suprema, dirigida por el juez César San Martín,  condenó a 25 años de prisión a Alberto Fujimori , pues se le encontró culpable de los cuatro casos que comprendían el juicio por violaciones de los derechos humanos - La Cantuta, Barrios Altos, el secuestro al periodista Gustavo Gorriti y también el secuestro del empresario Samuel Dyer -; de tal modo que Fujimori se convierte en el primer expresidente de la región elegido democráticamente en ser condenado y permanecerá preso hasta el 10 de febrero de 2032 y además deberá indemnizar a 29 agraviados por un valor de 90 mil dólares.

#### Terremoto de 2007

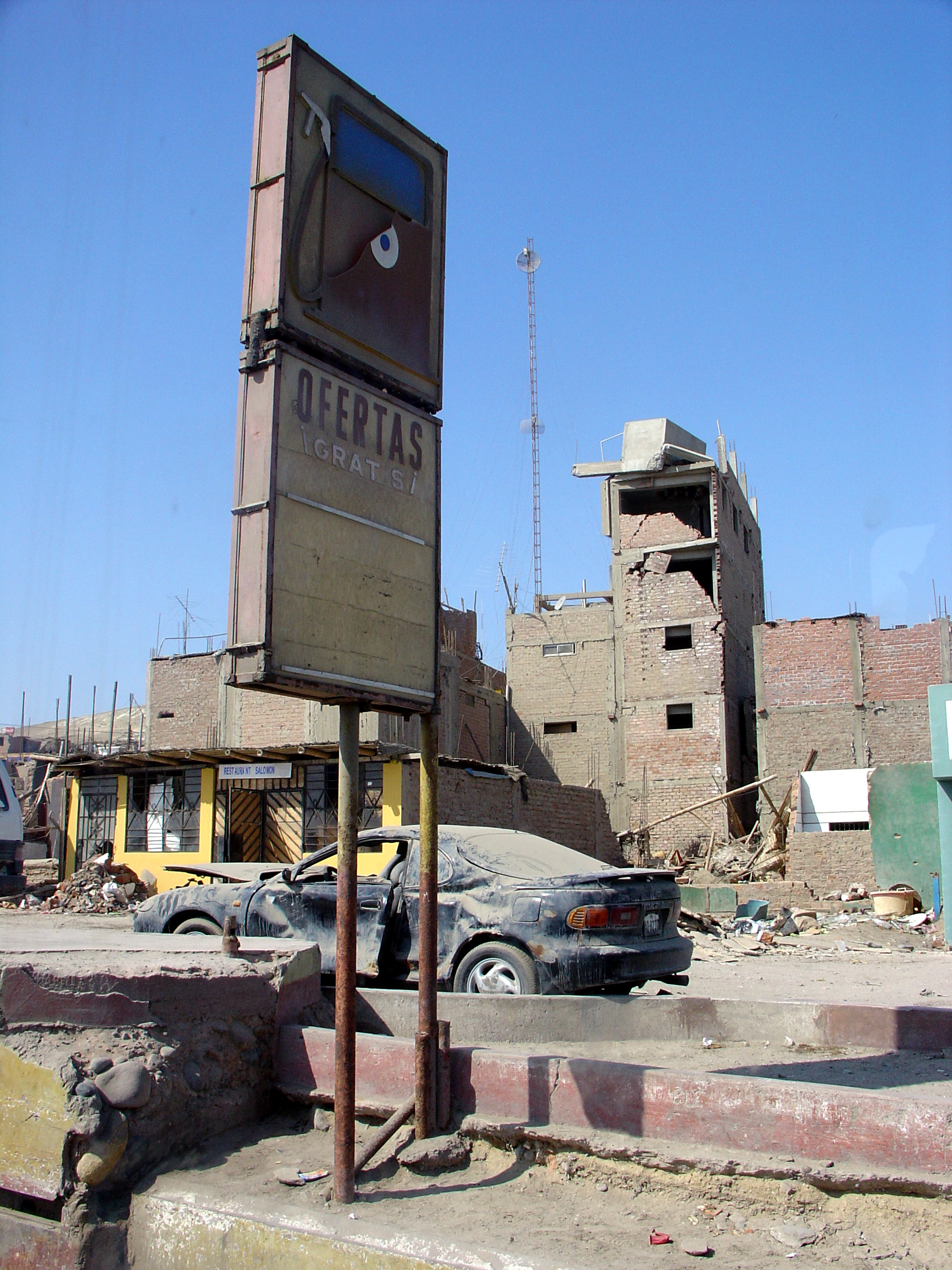
Daños del terremoto del 15 de agosto de 2007.

El 15 de agosto de 2007, Perú sufrió un terremoto de 7.9 grados, con epicentro en Chincha y Pisco. El Instituto Nacional de Defensa Civil (Indeci) reportó que aproximadamente habían 58,581 viviendas destruidas y 13,585 viviendas afectadas en las regiones de Ica, Lima, Junín y Huancavelica. Asimismo reportó 519 muertos de los cuales 338 se reportaron en Pisco; adicionalmente informa de 1,366 heridos. El Ministerio Público reporta 42 desaparecidos en Pisco; informaciones extraoficiales han señalado que el sismo ha dejado al menos 1.500 heridos y 58,581 damnificados. Por lo que el gobierno de Alan García tuvo que tomar medidas para asumir la reparación de las víctimas y las desgracias dadas. Este momento fue importante para la aceptación de García debido a que la población percibió que el presidente estaba presente durante los días posteriores al desastre; García y la PCM se quedaron varios días en la zona. Como respuesta al desastre, el Gobierno Peruano promulgó la Ley n.º 29078 creando el Fondo de Reconstrucción Integral de las zonas afectadas por los sismos del 15 de agosto de 2007 – FORSUR. Esta norma declaró en emergencia y de interés nacional la ejecución de planes y proyectos destinados a la rehabilitación y reconstrucción de viviendas, centros educativos, hospitales, postas médicas, así como la infraestructura de comunicaciones, caminos, riego, energía eléctrica, saneamiento, rehabilitación urbana y otros servicios públicos en las zonas declaradas de emergencia. Las acciones que envolvieron al Plan, se realizaron con muchas fallas y grandes redes de corrupción; según el Estado hubo un progreso en la situación de Ica pero las ONGs y  la población no comparten dicha información. 
| Región  | Población Total | Familia Damnificada | Población Damnificada | Porcentaje Población Damnificada |
| CHINCHA | 184,349         | 15,730              | 78,650                | 42.7%                            |
| ICA     | 319,511         | 13,813              | 69,065                | 21.6%                            |
| PISCO   | 132,505         | 17,697              | 88,485                | 66.8%                            |
| PALPA   | 19,819          | 138                 | 690                   | 3.5%                             |
| CAÑETE  | 177,925         | 3,429               | 17,145                | 9.6%                             |
| YAUYOS  | 29,488          | 2,590               | 12,950                | 43.9%                            |
| TOTAL   | 863,597         | 53,397              | 288,985               | 30.9%                            |

#### El discurso del Perro del Hortelano
En el diario El Comercio, entre octubre del 2007 y marzo de 2008, fueron publicados tres entregas periódicas dominicales escritas por Alan García; el objetivo de esta producción fue «destacar toda la riqueza que el país tiene, pero no utiliza por razones ideológicas o burocráticas» y «proponer una receta para acabar con el problema». Los artículos giraban alrededor de tres temas: la puesta en valor de los recursos económicos del país a través de la inversión de grandes capitales y regímenes de propiedad privada, el rol del Estado, y el rol de los actores que participan o no en este proceso; estos tres documentos son conocidos como «el discurso del perro del hortelano». García utilizó el dicho proveniente del dramaturgo español Lope de Vega, el cual define al «perro del hortelano» como un animal que no come pero tampoco deja comer, así que todo aquel que manifestara una postura crítica ante el modelo era convertido en un «perro del hortelano», es decir, en «un enemigo de la democracia y progreso del país». Los discursos denotaban una postura crítica ante los izquierdistas, «caviares»; él consideraba que habían fracasado políticamente pero que seguían controlando los medios de comunicación y organizaciones de la sociedad civil. El problema se presentó al criticar a estos «caviares», ya que también criticó´ las banderas las cuales ellos defienden: los derechos humanos, el combate a la exclusión social, el fortalecimiento de las instituciones. La polémica columna fue altamente cuestionada debido a sus dosis de racismo, aunque, también fue asumido como correcto en distintas esferas estatales. El respaldo que ejerció el diario El Comercio, ayudó a la valorización del mensaje de Alan García, ya que asumió como que las recetas presentadas: «quitar al Estado la obsesión del control total”, «liberar los bienes que el Estado no usa ni trabaja», «abrir a la producción y al trabajo las áreas sin uso que tiene el país», consistía en los mismos marcos interpretativos de su cobertura periodística.

## Aspecto internacional

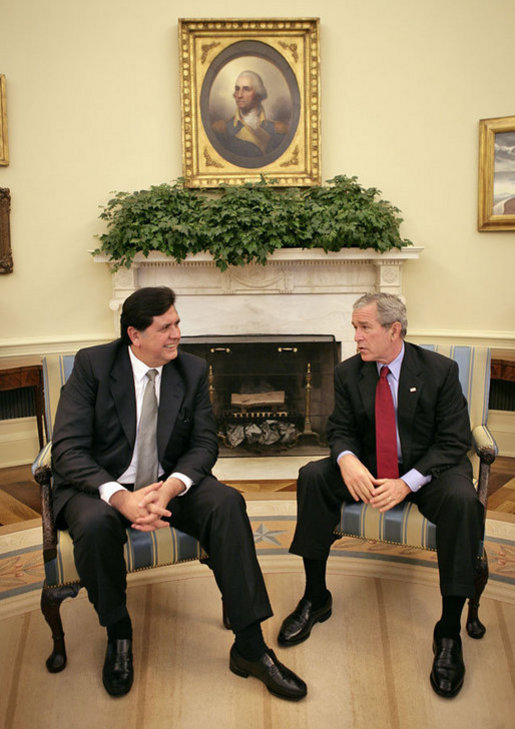
Alan García y George W. Bush en 2006.

Además de las firmas de los TLC ya mencionadas, en el aspecto internacional es de destacar la demanda presentada por el Estado Peruano ante la Corte Internacional de Justicia de La Haya para solucionar la Controversia de delimitación marítima entre Chile y el Perú sobre la soberanía de una zona marítima de aproximadamente 37 900 km² en el océano Pacífico. El 16 de enero de 2009, el embajador peruano Allan Wagner, entregó en la sede de la Corte la demanda y el 13 de marzo presentó la memoria que sustentaba la posición peruana; mientras que Chile presentó su contramemoria el 9 de marzo de 2010. La réplica peruana se dio el 9 de noviembre de 2010 y la dúplica chilena el 11 de julio de 2011. La Corte, luego de analizar las posiciones de los dos países, dio su fallo el 27 de enero de 2014, ya bajo el gobierno de Ollanta Humala. Por este fallo el Perú recobró 50 mil km² de mar.
En el 2008 Lima fue sede de la cumbre APEC.

## Aprobación del gobierno

#### Aprobación a inicios del Gobierno
De acuerdo a IPSOS, el 55% de la población se mantenía positiva sobre el segundo gobierno Alan García, hecho que parece relacionarse con la aceptación que tenía el libre comercio con un 64% de la población a favor del tratado del TLC con Estados Unidos y un 78% apoyaba una posible apertura de similar naturaleza con el gobierno brasileño. Sin embargo, la población se mantiene expectante a un manejo meritocrático de los puestos de gobierno, esperando que el primer ministro fuese independiente; esta situación se tradujo en un 40% de la población que no confiaba en el nuevo presidente. El reto que esta administración debía afrontar es generar un plan de gobierno que tenga como núcleo el crecimiento económico y cuyas medidas no pusieran en peligro la poca confianza que el pueblo le tenía al nuevo mandatario.
|                             | Aprueba | Desaprueba | No precisa |
| El Gobierno                 | 55      | 22         | 23         |
| El Congreso de la República | 34      | 46         | 20         |
| El Poder Judicial           | 24      | 56         | 20         |

El gobierno comenzó con un 55% de aprobación, 13 puntos menos que la aprobación al presidente; mientras que el Congreso de la República inició la gestión con 34% de aprobación. Por otro lado, el Poder Judicial contaba con el 56% de desaprobación.

#### Niveles de aprobación durante el Gobierno
| Mes                | 2006 | 2007 | 2008 | 2009 | 2010 | 2011 |
| ------------------ | ---- | ---- | ---- | ---- | ---- | ---- |
| Enero              |      | 57%  | 32%  | 28%  | 28%  | 30%  |
| Febrero            | 54%  | 31%  | 32%  | 26%  | 26%  |      |
| Marzo              | 50%  | 28%  | 34%  | 29%  | 26%  |      |
| Abril              | 49%  | 26%  | 32%  | 27%  | 32%  |      |
| Mayo               | 46%  | 35%  | 30%  | 26%  | 33%  |      |
| Junio              | 42%  | 30%  | 21%  | 27%  | 36%  |      |
| Julio              | 32%  | 26%  | 27%  | 30%  | 42%  |      |
| Agosto             | 63%  | 35%  | 22%  | 27%  | 31%  |      |
| Septiembre         | 58%  | 44%  | 19%  | 28%  | 31%  |      |
| Octubre            | 57%  | 30%  | 22%  | 26%  | 35%  |      |
| Noviembre          | 58%  | 31%  | 19%  | 26%  | 34%  |      |
| Diciembre          | 52%  | 33%  | 25%  | 29%  | 32%  |      |
| Fuente: IPSOS-Perú |      |      |      |      |      |      |

Durante los cinco años que Alan García estuvo en la presidencia, hubo diversos eventos que afectaron cómo la población percibía su labor como presidente
| Fecha                        | Aprobación | Desaprobación |
| Inicio julio 2006            | 63%        | 16%           |
| junio 2007                   | 42%        | 49%           |
| Juicio a Fujimori            | 33%        | 62%           |
| mayo 2008                    | 35%        | 61%           |
| Caso Petroaudios             | 22%        | 75%           |
| Septiembre 2008              | 19%        | 78%           |
| APEC                         | 19%        | 77%           |
| febrero 2009                 | 32%        | 60%           |
| Baguazo                      | 21%        | 76%           |
| febrero 2010                 | 26%        | 68%           |
| Caso “Business Track”        | 27%        | 67%           |
| enero 2011                   | 30%        | 65%           |
| Fin del periodo presidencial | 42%        | 54%           |

El promedio de desaprobación al gobierno de Alan García desde su gran caída en el 2007 fue de 61%, mientras que su aprobación llegó a ser incluso menos que el 20%. Los picos máximos en desaprobación se dieron con el "Baguazo" que conllevó a la renuncia de la ministra Mercedes Cabanillas y fue un golpe para el discurso de Alan García. Así también, su desaprobación se mantuvo por la corrupción que percibía la población en el gobierno. Sorprende que estas cifras hayan cambiado tan drásticamente para finales de su periodo presidencial. Al respecto, la encuesta IPSOS señala que la población aumentó su valoración sobre la gestión de García debido a las grandes obras que inauguró en los últimos meses. Estas eran las grandes unidades escolares, el Gran Teatro nacional, el nuevo Hospital del Niño, entre otros; sin embargo, muchas de estas obras no habrían sido terminadas y tampoco estaban aptas para el funcionamiento.

## Investigaciones posteriores

### Caso Narcoindultos
Durante el segundo gobierno de Alan García se puso en práctica la política de despoblamiento penitenciario que se dio mediante la concesión de conmutaciones e indultos de penas. Se planteó como una forma de manejar el hacinamiento en las cárceles y fue justificado bajo el ideal de la piedad cristiana de brindar una segunda oportunidad bajo el “Consejo de Dios”.

Sin embargo, un 7 de abril de 2013, un canal de televisión peruana ATV sacó a relucir un informe que nombró “Indultos y conmutaciones”.  Este medio difundió información acerca de las irregularidades presentadas en la asignación de conmutaciones e indultos de penas, afirmando que muchas de estas prácticas se dieron a personajes ligados al narcotráfico tras el pago de grandes cantidades de dinero.
“El colaborador de la DEA Óscar Linares Benítez, colaborador de la DEA, sostuvo ante la megacomisión que se cobraba 10 mil dólares por año de reducción de pena: narcotraficantes peruanos, colombianos, mexicanos pagaron para salir en libertad, es decir, que lograron su conmutación de pena, pero luego retornaron a prisión por segunda vez”

#### Los Indultos y conmutaciones
Los indultos y conmutaciones se entregaban por medio de la Comisión de Gracias Presidenciales la cual, tras la modificación de la Resolución Ministerial N° 0009-2008-JUS, otorga mayor discrecionalidad a los funcionarios para disponer de los indultos y conmutaciones. Como resultado de estas disposiciones, el informe de la Mega comisión afirma que se dio una  “alta incidencia en la excarcelación de personas condenadas por el delito de tráfico ilícito de drogas, tanto en su forma simple como en su forma agravada”. Si bien las medidas encabezadas por la comisión debían reducir los altos índices de hacinamiento en las cárceles del Perú, la Comisión de investigación confirmó que:
“Durante su gobierno el número de internos aumentó en 33%: de 35.467 en agosto del 2006 a 48.858 en julio del 2011. Además, eso no explica el especial interés en los condenados por tráfico ilícito de drogas. Los sentenciados por robo agravado componen la mayor parte de la población penitenciaria del país, con casi 30% del total de internos. Pero a estos se les otorgaron 1.626 conmutaciones, prácticamente la mitad de las 3.207 dadas a los condenados por tráfico ilícito de drogas”.
Asimismo, los principales beneficiados con esta política fueron 5500 delincuentes de los cuales la mayoría eran narcotraficantes. De los indultos humanitarios que rondan los 104, el 64% fueron sentenciados por tráfico ilícito de drogas, de las 5 246 conmutaciones otorgadas un 61%. El número de presos liberados por narcotráfico agravado constituye  la mayor excarcelación de esta naturaleza conocida en el mundo.

#### Irregularidades
Entre las principales irregularidades que se fueron descubriendo gracias al informe del Ministerio Público se encuentra que muchos de los datos de los beneficiarios de esta medida no fueron certificados, tanto los certificados de estudios, las constancias de trabajo ni una acreditación de buen comportamiento dentro de los centros penitenciarios. Asimismo, requerimientos como el compromiso de reincorporación a la sociedad y un proyecto de vida planeado para el egreso del penal no se tuvieron en cuenta al momento de asignar los indultos y conmutaciones. Es en este contexto que la Procuraduría Anticorrupción denunció la participación del expresidente Alan García en la participación de la liberación ilegal de narcotraficantes bajo la práctica de pagos de cupos, liberaciones apresuradas y omisión de información en los informes de los indultados. Así se denuncia la posible formación de una asociación ilícita conformada por servidores públicos que actuó  favorecida por el mandatario García.

#### Implicancias institucionales de los Narcoindultos
Estas conmutaciones e indultos supusieron ser una “Invasión del poder ejecutivo en la esfera de competencias del poder judicial”. Se reconoce que estos indultos fueron una amenaza para la independencia del Poder Judicial debido a la acción misma de conceder los indultos y conmutaciones de pena de manera masiva y a conciencia de servidores estatales. Se hace hincapié en que la división de poderes que rige el  funcionamiento del estado peruano establece que quien se encargue de las acciones administrativas o legislativas no puede ejercer las jurisdiccionales, por tanto esta situación podría generar vulneración de derechos y libertades fundamentales. Se llevó a cabo un uso sin precedentes de esta facultad presidencial, al punto de constituir, en la práctica, un sistema de administración de justicia paralelo al poder judicial, al modificar alrededor del 30% de las resoluciones de éste
- Se crea una imagen negativa en torno a la liberación de personas condenadas por crímenes tan graves como el narcotráfico. La impunidad de estos delitos será juzgada ampliamente por la sociedad convirtiéndose en un factor que cree problemas de legitimidad para el Estado.
- Las concesiones de libertad dadas durante este periodo presidencial constituyeron un alto nivel de poder asignado a la discrecionalidad de los servidores públicos de la Comisión de Gracias Presidenciales. A razón de ello se ameritaba una fiscalización constante y efectiva de los procesos de asignación de indultos y conmutaciones ante cuya ausencia da espacio a críticas con respecto a la fiscalización.
- Las medidas tomadas constituían no solo una intromisión en los poderes estatales, sino que también iban en contra del Estado en su naturaleza democrática. Las consecuencias de liberar a sentenciados por narcotráfico va en contra de la seguridad ciudadana y es una vulneración a la ciudadanía.

#### Caso Miguel Facundo Chingel
Uno de los principales involucrados en el caso de los narcoindultos es el presidente de la ex comisión de gracias presidenciales, Miguel Facundo Chinguel,  quien poseía un alto nivel de confianza y afiliación política con el partido de gobierno, el APRA. Su puesto le permitió intervenir directamente en la irregular concesión de indultos, manejando directamente las conmutaciones e indultos efectuados por la comisión y enviando cartas a establecimientos penitenciarios.
El canal de televisión peruana América TV el 27 de septiembre del 2015 da a conocer a la opinión pública un video de la Fiscalía que registraba la visita de Miguel Facundo Chinguel, en su cargo de titular de Gracias Presidenciales, al Penal de Lurigancho. El video fue grabado entre agosto y noviembre del 2008 por trabajadores del Ministerio de Justicia. En el video se observa la participación dos comisionados, entre los que se cuenta a Manuel Carrera, en la concesión de indultos y conmutaciones. Miguel Carrera era el responsable de las conmutaciones dentro del Penal de Lurigancho.
Ante la fiscalía se presentó voluntariamente Carlos Butrón, quien se desempeñó como delegado del penal de Lurigancho y  nexo con las autoridades encargadas de asignar indultos y conmutaciones. Él afirmó ante el fiscal supraprovincial de la comisión, Walter Delgado, que la comisión de Miguel Facundo cobró cupos para otorgar indultos y conmutaciones, también contó cómo a inicios del 2009 viajó a Piura para entregarla a Chinguel 30 mil dólares de dos narcos colombianos que buscaban la conmutación de sus condenas. Sus declaraciones fueron tan contundentes que trajo como consecuencia la prisión preventiva de Facundo Chinguel y un pedido de 17 años de prisión en su contra.

El video también hace manifiesto la manipulación de los expedientes para la liberación de un prisionero:
M. Chinguel: Falta solamente la constancia de trabajo ¿Tienes constancia de trabajo?
Reo: Si, si tengo
M. Chinguel: ¿Constancia de haber trabajado?
Reo: ¿Acá?
M. Chinguel: Dime si has trabajado, sino dime para hacerte otra constancia
Como afirma el Ministerio de Justicia, la constancia de trabajo para los internos solo la puede expedir el director del Establecimiento Penitenciario o el profesional de tratamiento respectivo; estudios con carácter oficial en entidad debidamente acreditado ante el Instituto Nacional Penitenciario. Esto lleva a afirmar que Facundo Chinguel no tenía autoridad para expedir la constancia; sin embargo, el video da testimonio de esta práctica. 

#### Resultados de los Juicios
Después de los procesos constitucionales contra Alan García y los informes hechos por la Mego comisión que investigaba las irrealidades en la concesión de indultos y conmutaciones durante el segundo gobierno del líder aprista, el Poder Judicial concluyó que, debido a “vicios procesales en el proceso de investigación”, se debía anular el proceso. De esta manera, el caso de los Narcoindultos quedó archivado en el Congreso de la República.

## Poderes del estado

### Poder Legislativo
El Congreso durante el segundo gobierno de Alan García estaba dividido de la siguiente manera:
| Partidos Políticos      | Escaños obtenidos |
| Unión por el Perú       | 45                |
| Partido Aprista Peruano | 36                |
| Unidad Nacional         | 17                |
| Alianza por el Futuro   | 13                |
| Frente de Centro        | 5                 |
| Perú Posible            | 2                 |
| Restauración Nacional   | 2                 |

La primera mayoría la obtuvo Unión por el Perú (UPP) con 45 escaños dentro del Congreso, partido con el que postuló Ollanta Humala y que perdió las elecciones presidenciales en la segunda vuelta. En segundo lugar se encontraba el partido del presidente electo, el Partido Aprista Peruano con 36 escaños. La alianza Unidad Nacional de Lourdes Flores quedó en tercer con 17 escaños en el parlamento. Cerraría con un 10.8 % de los escaños el entonces partido fujimorista llamado Alianza por el Futuro con 13 congresistas en el parlamento.
Si bien UPP hizo mayoría en el Congreso con 45 años, ésta no duró mucho tiempo porque poco después Ollanta Humala logró inscribir formalmente al Partido Nacionalista Peruano (PNP). La inscripción hizo que el UPP se dividiera, pues muchos de los candidatos permanecieron fieles al nacionalismo y se inscribieron en el PNP; mientras otros simplemente decidieron separarse, quedando sin agrupación. UPP terminó con 25 escaños después del proceso.
Ejercieron el cargo de Presidente del Congreso de la República del Perú:
| Presidente del Congreso                           | Periodo                                   |
| ------------------------------------------------- | ----------------------------------------- |
| Mercedes Cabanillas Bustamante                    | 26 de julio de 2006 - 26 de julio de 2007 |
| Luis Gonzales Posada Eyzaguirre                   | 26 de julio de 2007 - 26 de julio de 2008 |
| Javier Velásquez Quesquén                         | 26 de julio de 2008 - 11 de julio de 2009 |
| Alejandro Aguinaga Recuenco (Presidente interino) | 11 de julio de 2009 - 26 de julio de 2009 |
| Luis Alva Castro                                  | 26 de julio de 2009 - 26 de julio de 2010 |
| César Zumaeta Flores                              | 26 de julio de 2010 - 26 de julio de 2011 |

### Poder Ejecutivo

#### Poder Judicial
Ejercieron el cargo de Presidente de la Corte Suprema del Perú:
| Presidente de la Corte Suprema | Periodo                                 |
| ------------------------------ | --------------------------------------- |
| Walter Vásquez Bejarano        | 3 de enero de 2005 - 2 de enero de 2007 |
| Francisco Távara Córdova       | 2 de enero de 2007 - 5 de enero de 2009 |
| Javier Villa Stein             | 5 de enero de 2009 - 3 de enero de 2011 |
| César San Martín               | 3 de enero de 2011 - 2 de enero de 2013 |

## Autoridades

### Vicepresidentes
| Vicepresidencia         | Nombre                    | Notas |
| ----------------------- | ------------------------- | ----- |
| Primera Vicepresidencia | Luis Giampietri           |       |
| Segunda Vicepresidencia | Lourdes Mendoza del Solar |       |

### Ministros
| Predecesor: Gobierno de Alejandro Toledo | Gobierno del Perú 28 de julio de 2006 a 28 de julio de 2011 | Sucesor: Gobierno de Ollanta Humala |